# Brett Somers
Pour les articles homonymes, voir Somers.
 (décembre 2023).
Si vous disposez d'ouvrages ou d'articles de référence ou si vous connaissez des sites web de qualité traitant du thème abordé ici, merci de compléter l'article en donnant les références utiles à sa vérifiabilité et en les liant à la section « Notes et références ».
Brett Somers, nom de scène d'Audrey Dawn Johnston (née le 11 juillet 1924 à Miramichi, morte le 15 septembre 2007 à Westport (Connecticut)) est une actrice, chanteuse et participante de jeux télévisés canado-américaine.

## Biographie
Somers grandit près de Portland (Maine). À 18 ans, elle déménage à New York pour poursuivre une carrière d'actrice et s'installe à Greenwich Village. Son prénom de scène, Brett, vient du personnage féminin principal du roman d'Ernest Hemingway, Le soleil se lève aussi. Le nom de scène, Somers, est le nom de jeune fille de sa mère.
Après s'être installée à New York, elle épouse l'homme d'affaires Robert H. Klein en 1948. Ensemble, ils ont un enfant, Leslie Klein (décédée d'un cancer du poumon en 2003). Le mariage se termine par un divorce. Elle épouse l'acteur Jack Klugman en 1953, ils ont deux fils, David et Adam. Ils se séparent en 1974 sans avoir divorcé. Klugman épousera sa seconde épouse après la mort de Somers.

## Carrière
Membre de l'Actors Studio à partir de 1952, Somers commence sa carrière au théâtre et a fait plusieurs de ses premières apparitions à la télévision dans des programmes dramatiques tels que The Philco Television Playhouse, Kraft Television Theatre, Playhouse 90, Robert Montgomery Presents.
Ses débuts à Broadway ont lieu dans la pièce Maybe Tuesday. Le spectacle est un échec et se termine après seulement cinq représentations. Elle est également sur scène dans les productions de The Seven Year Itch et The Country Girl, cette dernière avec Klugman. Elle accumule de petites figurations dans des films, dont À corps perdu et Fièvre sur la ville.
Somers fait de nombreuses apparitions à la télévision dans les séries diffusées aux heures de grande écoute, comme Barney Miller'.
Elle tient le rôle récurrent de Blanche, l'ex-épouse d'Oscar Madison (joué par son vrai conjoint Jack Klugman) dans la sitcom ABC The Odd Couple au début des années 1970. En 1973, elle incarna Gertie, la réceptionniste de Perry Mason, dans The New Perry Mason, une reprise éphémère de la série télévisée classique, avec Monte Markham dans le rôle de Perry Mason.
Somers est surtout connue pour ses apparitions en tant qu'invitée récurrente dans le jeu télévisé de CBS des années 1970 Match Game. Dans les premières émissions, elle occupe le poste de panneau inférieur gauche, puis pour le reste du jeu, elle occupe le siège central de l'étage supérieur, le plus souvent à côté de Charles Nelson Reilly. L'émission devient connue pour ses dialogues quelque peu bizarres et risqués. Somers est une présence familière à l'écran, portant d'énormes lunettes et diverses perruques.
Somers ne devait initialement pas faire partie des célébrités. Lorsque son époux Jack Klugman vient au cours de la première semaine du programme en 1973, il insiste pour que les producteurs la fassent participer. Elle est une invitée régulière pour le reste des neuf années et de la diffusion syndiquée de l'émission. Ses apparitions dans Match Game amènent la personnalité de la radio Robin Quivers à se faire passer pour elle dans des parodies de tels jeux télévisés dans The Howard Stern Show. L'imitation de Somers par Quivers est présente dans le film Parties intimes.

## Retraite et décès
En 2002, elle apparaît avec Charles Nelson Reilly et Betty White (via liaison vidéo) dans le cadre d'une réunion de Match Game dans l'émission CBS The Early Show. Elle est avec Reilly dans Hollywood Squares lors de la "Game Show Week" de cette émission la même année.
Lors d'une interview en 2002, Somers nie les rumeurs selon lesquelles elle souffre d'un cancer, ce qu'elle réitère dans des interviews ultérieures. Somers a une voix naturellement rauque qui donne l'impression fausse qu'elle souffre d'un mal de gorge. Cependant, un cancer est diagnostiqué en 2004. Après une période de rémission, elle décède le 15 septembre 2007 à son domicile de Westport, dans le Connecticut, à l'âge de 83 ans. Son plus jeune fils, Adam, donne la cause de son décès, une maladie gastrique et le cancer du côlon. Game Show Network organise une journée d'hommage à Somers, présentant ses apparitions les plus mémorables dans Match Game.